# Interação agóstica
Na química organometálica , a interação agóstica refere-se à interação de um metal de transição coordenativamente insaturado com uma ligação C − H , quando os dois elétrons envolvidos na ligação C − H entram no orbital d vazio do metal de transição, resultando em uma ligação três centros dois elétrons. Muitas transformações catalíticas, por exemplo, adição oxidativa e eliminação redutiva, são propostas para ocorrer através de intermediários apresentando interações agósticas. Interações agósticas são observadas em toda a química organometálica em ligantes alquil, alquilideno e polienil.

## História
O termo agóstico, derivado da palavra grega antiga para "manter-se próximo de si mesmo", foi cunhado por Maurice Brookhart e Malcolm Green, por sugestão do classicista Jasper Griffin, para descrever esta e muitas outras interações entre um metal de transição e uma ligação C-H . Freqüentemente, essas interações agósticas envolvem grupos alquil ou arila que são mantidos próximos ao centro do metal por meio de uma ligação σ adicional.
Curtas interações entre substituintes de hidrocarbonetos e complexos metálicos coordenativamente insaturados foram observadas desde a década de 1960. Por exemplo, no dicloreto de tris (trifenilfosfina) rutênio, uma curta interação é observada entre o centro do rutênio (II) e um átomo de hidrogênio na posição orto de um dos nove anéis fenil. Complexos de boroidreto são descritos como usando o modelo de ligação três centros dois elétrons.

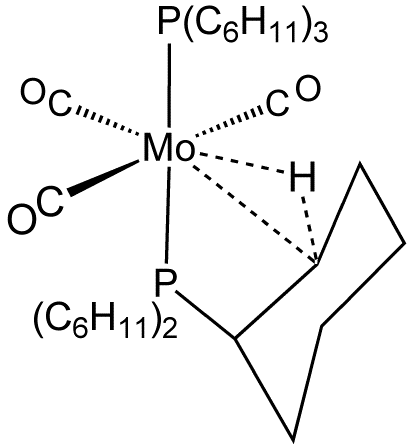
Mo(PCy_{3})_{2}(CO)_{3}, apresentando uma interação agóstica.

A natureza da interação foi prenunciada na química de grupos principais na química estrutural do trimetilalumínio.

## Características das interações agósticas
As interações agósticas são melhor demonstradas pela cristalografia. Dados de difração de nêutrons mostraram que as distâncias das ligações C − H e M┄H são 5-20% maiores do que o esperado para hidretos metálicos e hidrocarbonetos isolados. A distância entre o metal e o hidrogênio é normalmente 1,8–2,3  Å , e o ângulo M┄H−C está na faixa de 90°–140°. A presença de um sinal de RMN de 1H que é deslocado para cima daquele de um arilo ou alcano normal, frequentemente para a região normalmente atribuída a ligantes hidreto. A constante de acoplamento 1 J CH é normalmente reduzida para 70–100 Hz versus os 125 Hz esperados para uma ligação sp3 carbono-hidrogênio normal.

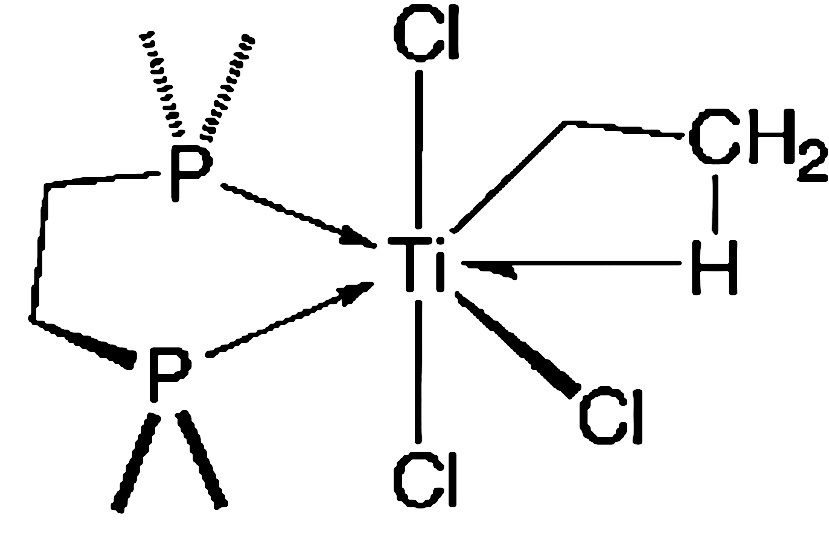
Estrutura do complexo (C_{2}H_{5})TiCl_{3}(dmpe), destacando uma interação agóstica entre a ligação C-H do grupo metil e o centro insaturado do Ti(IV).

## Força da interação
Com base em estudos experimentais e computacionais, a estabilização decorrente de uma interação agóstica é estimada em 10–15 kcal/mol. Cálculos recentes utilizando constantes de conformidade apontam para uma estabilização mais fraca (<10 kcal/mol). Assim, as interações agósticas são mais fortes do que a maioria das ligações de hidrogênio. As ligações agósticas às vezes desempenham um papel na catálise, aumentando a 'rigidez' nos estados de transição. Por exemplo, na catálise Ziegler-Natta, o centro metálico altamente eletrofílico tem interações agósticas com a crescente cadeia polimérica. Esta rigidez aumentada influencia a estereosseletividade do processo de polimerização.

## Interações relacionadas

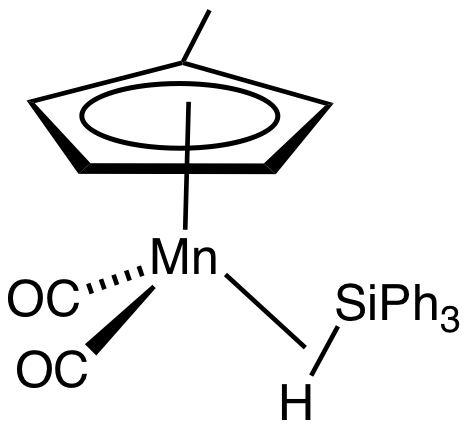
Complexo sigma derivado de (MeC_{5}H_{4})Mn(CO)_{3} e trifenilsilano.

O termo agóstico é reservado para descrever interações de ligação de dois elétrons e três centros entre carbono, hidrogênio e um metal. A ligação tricentrada com dois elétrons está claramente implicada na complexação de H2, por exemplo, em W(CO)3(PCy3)2(H2), que está intimamente relacionado ao complexo agóstico mostrado na figura. O silano se liga aos centros metálicos, muitas vezes por meio de interações Si┄H-M tricêntricas, do tipo agóstico. Porém, como essas interações não incluem carbono, elas não são classificadas como agásticas.

## Ligações anagósticas
Certas interações M┄H−C não são classificadas como agósticas, mas são descritas pelo termo “anagóstica”. As interações anagósticas são de caráter mais eletrostático. Em termos de estruturas de interações anagósticas, as distâncias M┄H e os ângulos M┄H−C caem nas faixas de 2,3–2,9Å e 110°–170°, respectivamente.

## Função

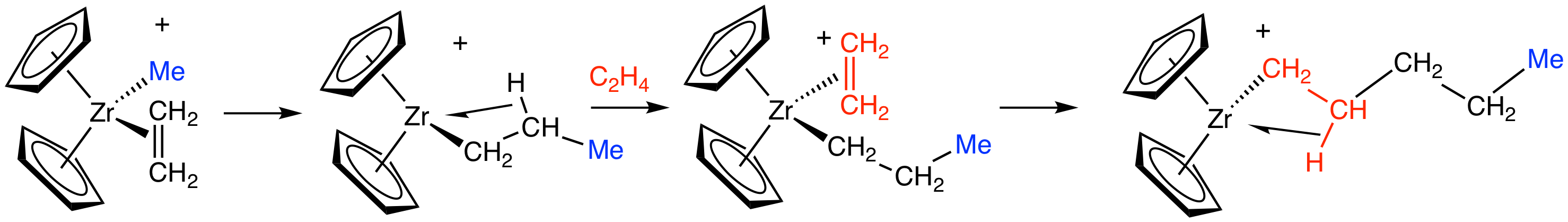
Processo catalítico de polimerização do etileno pelo cátion metilzirconocênio (um tipo de catalisador Ziegler-Natta), mostrando a formação de intermediários nos quais há a ocorrência de interações agósticas C—H--Zr.

As interações agósticas desempenham uma função chave na estereoquímica de alcenos, bem como na inserção migratória durante reações de polimerização de alcenos para produzir materiais plásticos, tais como o polietileno e o polipropileno.